# Insula North Brother

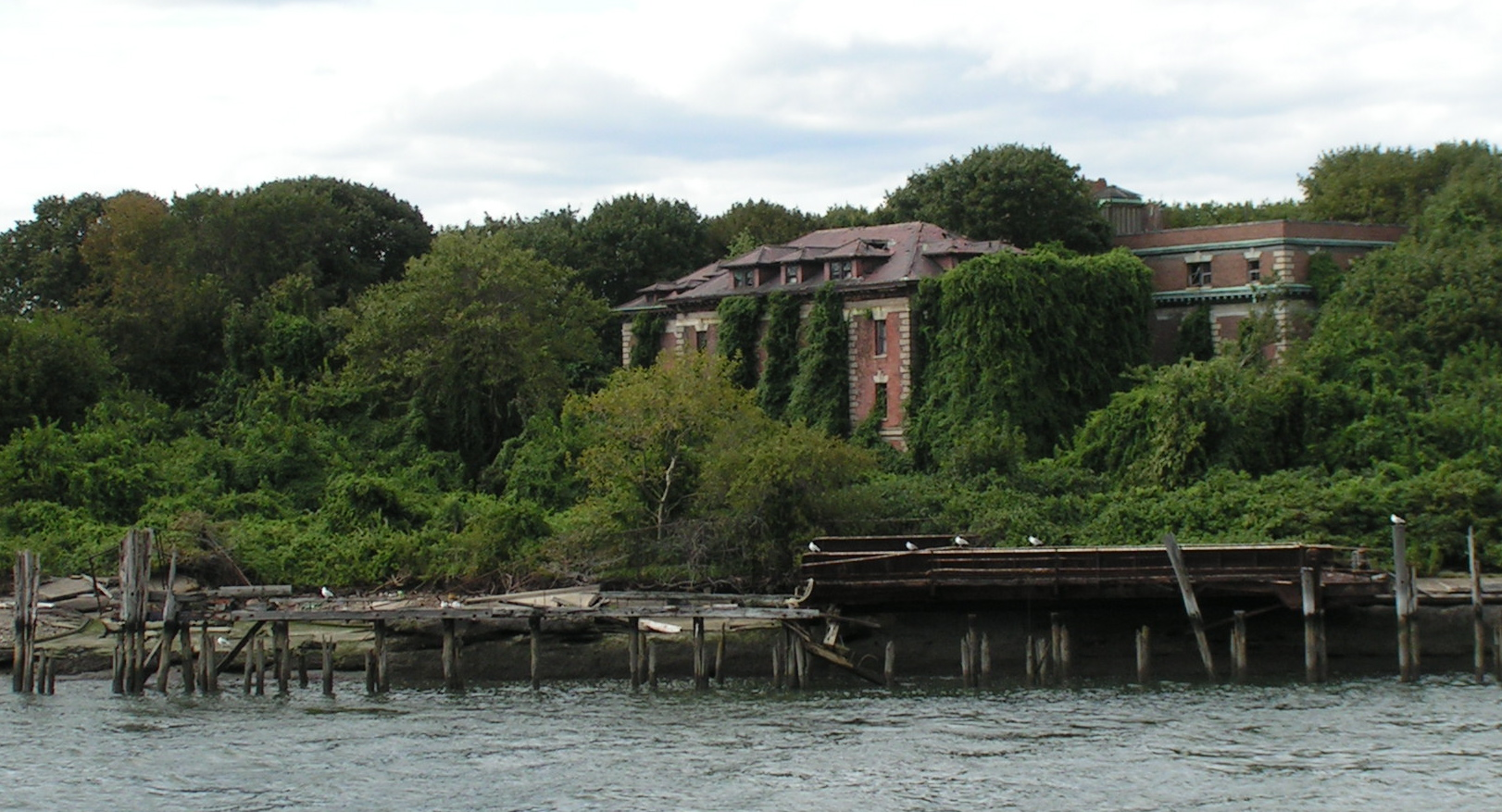
Rămășițele spitalului Riverside de pe insulă, 2006.

Insula North Brother este o insulă din East River situată între Bronx și Insula lui Riker. Formează cele două insule Brother Islands împreună cu Insula South Brother și amândouă au o suprafață de 81,4 m2.

## Istoric

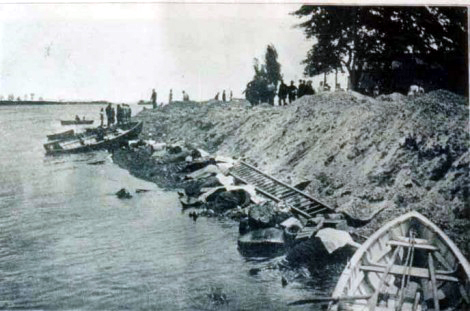
Cadavrele de pe nava cu zbaturi PS General Slocum pe malul insulei North Brother în 1905

Insula a fost locuită până în 1885 când a devenit centru de carantină pentru bolnavii cu boli transmisibile  (cum ar fi variola, tuberculoza, scarlatina și difteria) de pe străzile orașului New York.
Insula a fost locul unde vaporul PS General Slocum a naufragiat și a ars la 15 iunie 1904. Peste o mie de persoane au murit fie în incendiul de la bordul navei fie înecate înainte ca nava să eșueze pe țărmul insulei.

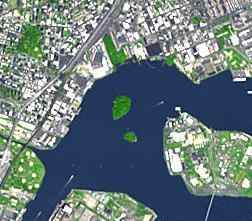
Vedere din satelit

Typhoid Mary (sau Mary Mallon) a locuit pe insulă peste două decenii până când a murit acolo în 1938. Spitalul a fost închis la scurt timp după aceea. 
După al doilea război mondial, insula a adăpostit veteranii de război care studiau la colegiile locale, împreună cu familiile lor. După ce  criza imobiliară la nivel național a încetat, insula a fost abandonat încă o dată. 
În anii 1950, a fost deschis aici un centru de tratare a dependenților adolescentini de droguri.  Instituția a pretins că este prima care oferă astfel de tratament, reabilitare și facilități de educație pentru tinerii dependenți de droguri. Dependenților de heroină li s-a limitat accesul pe această insulă și erau închiși într-o cameră, până când le trecea dependența.  Mulți dintre pacienți credeau că sunt ținuți închiși împotriva voinței lor (așa cum o persoană a scris pe un perete). La începutul anilor 1960 personalul a devenit corupt și pacienții recidiviști au forțat închiderea instituției. 

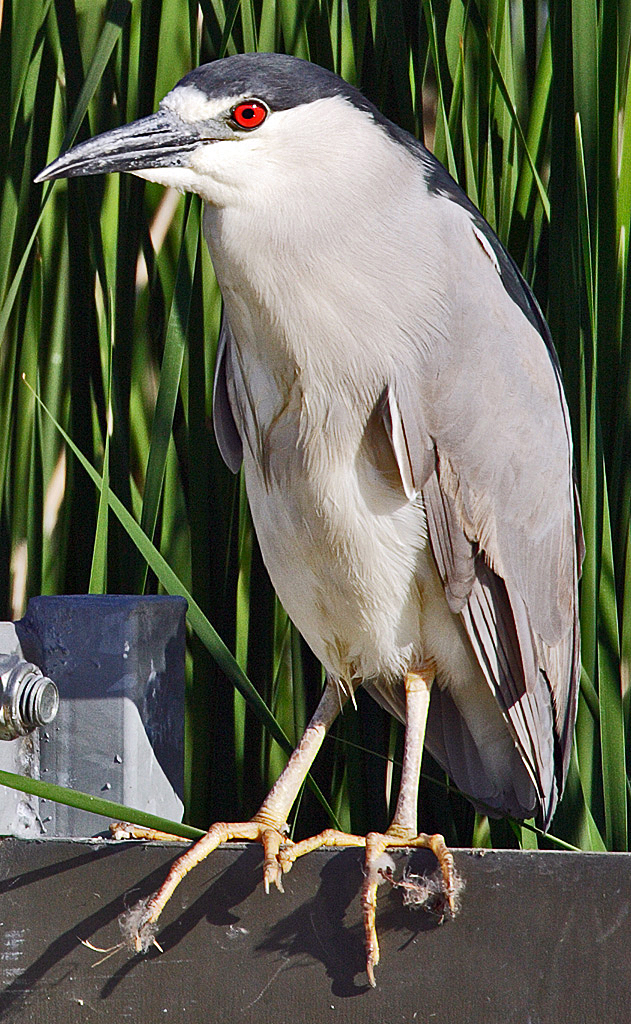
Stârc cenușiu de noapte - Nycticorax nycticorax

Insula în prezent este abandonată și accesul publicului este limitat de paza de coastă care patrulează zi și noapte, motivându-se că aici sunt colonii de păsări (stârci cenușii de noapte - Nycticorax nycticorax) care sunt studiate.  Majoritatea clădirilor vechi ale spitalului sunt încă în picioare, deși foarte deteriorate și în pericol de prăbușire. O pădure deasă care ascunde aceste ruini a crescut din anii 1980 până la începutul anilor 2000 ducând la apariția coloniilor de stârci cenușii de noapte. Cu toate acestea din 2011 această specie a abandonat insula, din motive necunoscute.

## Moștenire
Insula North Brother a fost prezentată în episodul 8 (numit „Armed and Defenseless”) al documentarului Life After People de pe canalul History. Au fost prezentate clădirile de pe insulă pentru a se da un exemplu a ceea ce s-ar întâmpla dacă o construcție nu este îngrijită mai mult de 45 de ani de oameni.